# 1 Малого Пса
1 Малого Пса — звезда в созвездии Малого Пса.
Представляет собой белый субгигант, спектрального класса A с видимым блеском в +5,37m. Расстояние от Земли — 317 световых лет.

## Наблюдение
Звезда расположена в северном полушарии. Благодаря небольшому склонению она видна как из северного, так и из южного полушария Земли, но в северном условия её видимости лучше. Её яркость слишком мала, чтобы её можно наблюдать вблизи источников искусственного освещения.
Наилучшие условия для наблюдения этой звезды складываются с декабря по май.

## Физические характеристики
1 Малого Пса является белой звездой главной последовательности. Её абсолютная звёздная величина равна +0,43m.